# Dave Dee, Dozy, Beaky, Mick & Tich
Dave Dee, Dozy, Beaky, Mick & Tich — английская рок-группа, действовавшая в 1960-х годах. Группа была сформирована в Солсбери в 1964 году и состояла из Дэвида Хармана («Дэйв Ди»), Тревора Уорд-Дэвиса («Дози»), Джона Даймонда («Бики»), Майкла Уилсона («Мик») и Яна Эми («Тич»). Их новое название, сумасшедшие сценические действия и кричащий стиль в одежде помогли им добиться успеха в чартах с серией хитов, написанных авторами песен Кеном Ховардом и Аланом Блейкли, включая «Hold Tight», «Bend It!» и «Zabadak!». На протяжении всей карьеры группа играла в нескольких разных жанрах, включая фрикбит, мод и поп. Два их сингла были проданы тиражом более миллиона копий каждый, и они достигли первой позиции в UK Singles Chart со вторым из них, «The Legend of Xanadu». В отличие от многих других британских групп 1960-х годов, которые были связаны с британским вторжением в Соединенные Штаты, Dave Dee, Dozy, Beaky, Mick & Tich имели ограниченный коммерческий успех в США. Они добились большего успеха в Канаде с 7 песнями в топ-100.
После своего первоначального распада в 1973 году группа воссоединялась в разных составах. Все, кроме оригинального Мика, с тех пор вернулись в группу, а оставшиеся четверо продолжили без него. Дэйв Ди иногда приходил на концерты до своей смерти в 2009 году; после его смерти они убрали «Dave Dee» из названия группы из уважения. До середины 2010-х годов Дози и Тич последовательно возглавляли группу до ухода Тича на пенсию в 2014 году и смерти Дози в январе 2015 года. По состоянию на 2024 год группа продолжает гастролировать, регулярно выступая в качестве гостей на британских ностальгических турах по шестидесятым, в составе которых также присутствовал оригинальный Бики.

## Дискография
Смотри статью «Дискография Dave Dee, Dozy, Beaky, Mick & Tich» в англ. разделе.
- Dave Dee, Dozy, Beaky, Mick & Tich (1966)
- If Music Be the Food of Love… Prepare for Indigestion (1966)
- If No-One Sang (1968)
- Together (1969)
- Fresh Ear (1970) (as D,B,M+T)
- Dave Dee, Dozy, Beaky, Mick & Tich (1984) (re-recordings)